# Gorgany
Die Gorgany (ukrainisch Ґорґани; russisch Горганы) ist ein Gebirge in der Westukraine.
Sie liegt in den Äußeren Ostkarpaten, schließt nördlich an die Tschornohora an, nordwestlich geht es mit den Skoler Beskiden weiter. Zu den höchsten Erhebungen gehören der Sywulja Welyka (1836 m), der Ihrowyschtsche, der Wyssoka und der Grofa.

Lagekarte des Gebirges - c4

Typisch für das aus Flyschgesteinen bestehende Gebirge sind die ausgedehnten Geröllfelder (Gorgan oder Grechot genannt). Sie werden im Westen durch den Fluss Mysunka und den Wyschkowskyj-Pass sowie im Osten durch den Pruth und den Jablunyzja-Pass begrenzt.
Die Gorgany ist eines der dünnstbesiedelten Gebiete der Ukraine, im Westen leben Teil des Volkes der Bojken, die sich mit Weidewirtschaft und Holzfällerei beschäftigen.

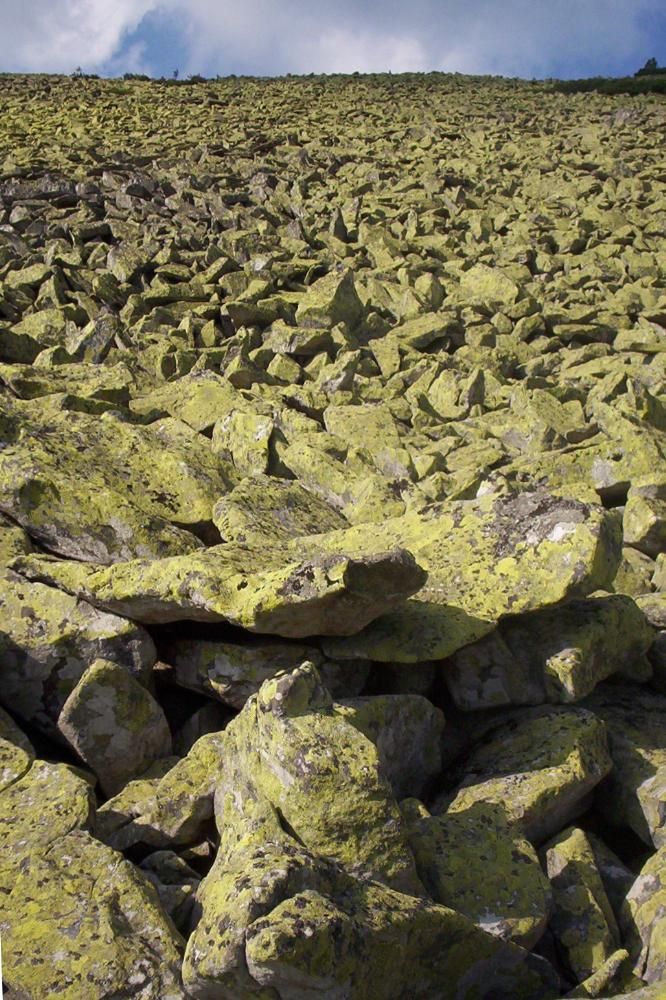
Blick auf ein typisches Geröllfeld (Gorgan)

Größere Orte des Gebietes sind Worochta und Jaremtsche.
Im Gorgany liegt am 1371 m hohen Dowha bei dem Dorf Poljanyzja mit dem Wintersport-Resort Bukowel das größte und modernste Skigebiet der Ukraine.
Zur Gorgany zählen folgende Gebirgszüge:
- Arschyzja (Аршиця)
- Borsukowa (Борсукова)
- Gorgan (Ґорґан)
- Dowbuschanka (Довбушанка)
- Ihrowyschtsche (Ігровище)
- Bratkiwskyj (Братківський)
- Parenky (Паренки)
- Synjak (Синяк)
- Strymba (Стримба)
- Chomjak (Хом'як)
- Tschortky (Чортки)
- Jawirnyk (Явірник)